# Midnight Sun (band)
 For alternative betydninger, se Midnight Sun. (Se også artikler, som begynder med Midnight Sun)
Midnight Sun blev dannet i efteråret 1969 under navnet Rainbow Band. Gruppen bestod af Bent Hesselmann, sax og fløjte, Lars Bisgaard, sang, Peer Frost Johansson, guitar, Niels Brønsted, elklaver, Bo Stief, elbas og Carsten Smedegaard, trommer. Opløst i 1974.

## Etablering
Det var højsæson for supergrupper, og den var et godt bud på en dansk udgave i denne kategori med Peer Frost (tidligere guitarist i Young Flowers), Lars Bisgaard (tidligere sanger i Maxwells), Carsten Smedegaard (som havde forladt Beefeaters) og jazzmusikerne Bent Hesselmann, Niels Brønsted og Bo Stief (som alle var kendt fra  jazzcafeen Montmartre)  
På det første album, Rainbow Band, er der spor af blues, rock og jazz. Lars Bisgaard blev erstattet af Allan Mortensen i slutningen af 1970, og da bandet på grund af stridigheder om rettighederne til navnet blev tvunget til at genindspille pladen under navnet Midnight Sun, blev den genudgivet med Allan Mortensen som forsanger. Det tilførte et stærkere element af soul.

## Første udspil
På den første LP er der tydelig inspiration fra Burnin' Red Ivanhoe krydret med elementer af den syrerock, som Peer Frost bragte med fra Young Flowers. Lars Bisgaard blev i efteråret 1970 udskiftet med Allan Mortensen, som havde forladt Tears. En ophavsretslig strid med et canadisk band betød, at de var tvunget til at skifte navn, og i juli 1971 genindspillede de med tilføjelse af Mortensens komposition Sippin’ Wine – den første LP under navnet Midnight Sun med Allan Mortensen i den vokale forgrund. Genindspilningen er præget af, at det elektriske piano, betjent af Niels Brøndsted og fløjten, spillet af Bent Hesselman indtager en mere dominerende rolle, hvilket giver et lydbillede, der nærmer sig Blood, Sweat & Tears. Flere af numrene byder på selvstændige kompositioner krydret med indslag, der lyder som jamsession i studiet. Det indledende nummer Talkin’ er domineret af el-piano og saxofon. Nobody er et pianostykke med klassiske undertoner. BM er en lille originalitet, som skal demonstrere Bo Stiefs evner som bassist.
Den 14:37 minutter lange Living on The Hill indledes med en nærmest psykedelisk fløjtesolo. Den transformeres pludselig til en af de mest intense og guitarteknisk længste solopræstationer i dansk rockhistorie, hvor Peer Frost viser sig som blues- og Heavy metal fortolker, før heavy metal var opfundet. En udenlandsk kommentator bemærker:
"Frost er en af de bedste rock-guitarister, jeg nogensinde har hørt, bl.a. fordi han ikke er afhængig af at stykke gamle riffs sammen." 
Carsten Smedegaaard får ligeledes mulighed for her at vise sine evner som trommeslager.

## Forandringer
Frank Lauridsen erstattede Allan Mortensen inden indspilningen af Walking Circles, som er en blandet landhandel. I enkelte numre viser gruppen sig fra sin bedste side, især på Winds Gonna Blow, et meget jazzinspireret nummer med en let genkendelig melodi. A La Turca har nogle af de samme kvaliteter som Living on the Hill uden at være en kopi heraf.
På Midnight Dream er Bo Stief erstattet af Jens Elbøl, og Lasse Helner og Sanne Salomonsen medvirker på kor. Frank Lauridsen indtager en mere dominerende rolle som sangskriver og komponist til mange af numrene. Der er nu tilføjet elementer af funk og rock–præget er stærkt nedtonet. Af denne årsag er Peer Frosts rolle ændret til at bidrage med funky riffs, bortset fra enkelte solopræstationer, mest udtalt i Where ever you are, LP’ens mest iørefaldende skæring. Efter indspilningen af Midnight Dream erstattes Peer Frost med guitaristen Tom Heath, som optræder live med gruppen indtil opløsningen.

## Diskografi
- Rainbow Band

Udgivet i 1970 af Sonet (SLPS 1523)
Medvirkende: Lars Bisgaard, vokal, Bent Hesselmann,saxofon, fløjte, Peer Frost, guitar, Niels Brøndsted, piano, Bo Stief, bas, Carsten Smedegaard, trommer
| #  | Titel                       | Længde |
| -- | --------------------------- | ------ |
| 1. | "Where Do You Live"         |        |
| 2. | "King Of The Sun"           |        |
| 3. | "Nobody"                    |        |
| 4. | "B.M."                      |        |
| 5. | "Where Are You Going To Be" |        |
| 6. | "Living On The Hill"        |        |
| 7. | "Rainbow Song"              |        |

Rainbow Band Udgivet i 1970 af Sonet (SLPS 1523A);
Identisk med: * Midnight Sun, 1971 Sonet SLPS 1523(CD – Black Rose Records, 1999, BR139)
Medvirkende: Allan Mortensen, vokal, Bent Hesselmann,saxofon, fløjte, Peer Frost, guitar, Niels Brøndsted, piano, Bo Stief, bas, Carsten Smedegaard, trommer. Produceret af Freddy Hansson. Optaget januar 1971, bortset fra de med *) mærkede (Se trackliste)
| #  | Titel                | *(Optaget juli/august 1970) | Længde |
| -- | -------------------- | --------------------------- | ------ |
| 1. | "Talking"            |                             | 4:58   |
| 2. | "King Of The Sun"    |                             | 4:23   |
| 3. | "Nobody"             |                             | 4:57   |
| 4. | "B.M."               |                             | 2:29   |
| 5. | "Sippin' Wine"       |                             | 3:03   |
| 6. | "Living On The Hill" |                             | 14:37  |
| 7. | "Rainbow Song"       |                             | 3:41   |
| 8. | Unavngivet           |                             | 3:45   |

- Walking Circles, 1972 Sonet SLPS 1536.

Medvirkende: Frank Lauridsen, vokal, Bent Hesselmann,saxofon, fløjte, Peer Frost, guitar, Niels Brøndsted, piano, Bo Stief, bas, Carsten Smedegaard, trommer. Produceret af Freddy Hansson. 
Gæster: Simon Koppel, conga, Finn Ziegler, violin
| #  | Titel                          | Længde |
| -- | ------------------------------ | ------ |
| 1. | "Can You Hear The Music Play?" |        |
| 2. | "Country Song"                 |        |
| 3. | "A La Turca"                   |        |
| 4. | "The Way Of Zen"               |        |
| 5. | "I Got A New Mind"             |        |
| 6. | "Winds Gonna Blow"             |        |
| 7. | "Walking Circles"              |        |
| 8. | "I'm Living A Dream"           |        |

- Midnight Dream, 1974 Sonet SLPS 1547